# Kelli Berglund
Kelli Berglund (n. 9 februarie 1996, Moorpark⁠(d), California, SUA) este o actriță americană. Este cunoscută pentru portretizarea lui Bree Davenport în seria XD Lab Rats din seria XD, precum și pentru fila sa Rats Lab: Elite Force. În 2014 a jucat în filmul original Disney Channel How to Build a Better Boy, în cazul în care o prezintă pe Mae Hartley. Berglund a jucat ca Carly Carson în serialul de televiziune din seria Starz din 2019, acum Apocalipsa. De asemenea, ea a jucat rolul principal în două filme cu tematică sportivă stabilite în Australia, 2016, Raising the Bar și 2018 Going for Gold.

## Carieră
Berglund și-a început cariera la o vârstă fragedă, ca serie în regia lui Hip Hop Harry a TLC. Aparițiile TV includ, de asemenea, Are You Smarter than a 5th Classer și America Next Next. Berglund a apărut și în filmul indie, Bye Bye Benjamin. Creditele sale comerciale includ campanii pentru Old Navy, Hyundai, Bratz, McDonald's și Mattel, printre altele. Ea a apărut, de asemenea, în campaniile de tipărire și modelare pentru Reebok și Camarillo Academy of Performing Arts. Berglund a fost onorat cu multe premii în dans pentru contemporanul său liric și jazz. Deși este la fel de versatilă în aceste tipuri de dans, stilul ei preferat este contemporan - un amestec de balet și jazz mai bună sursă necesară Din 2012 până în 2016, Berglund a jucat în rolul lui Bree, un super-uman bionic, cu o viteză superioară, în seria de comedii Disney XD, Lab Rats, alături de co-starurile Tyrel Jackson Williams, Billy Unger și Spencer Boldman. Ea a continuat să joace Bree on Lab Rats din seria spinoff 2016 Lab Rats: Elite Force. În 2013, invitatul Berglund a jucat în serialul Disney XD Kickin 'It, unde a interpretat minunatul karate Sloane Jennings. În acest episod, personajul ei cântă "Had Me @ Hello" ca duet cu Kim Crawford, interpretat de Olivia Holt La mijlocul anului 2013, Berglund a început să lucreze la filmul original Disney Channel din 2013, How to Build a Better Boy, în care joacă rolul lui Mae Hartley, o tânără experimentată în tehnologie, care împreună cu cea mai bună prietenă a ei, elaborează un plan pentru a crea prietenul perfect. Ea cântă „Something Real” cu China Anne McClain, care a fost lansată pe 29 iulie 2014 [este nevoie de o sursă mai bună] În 2016, Berglund a jucat în filmul de televiziune NBC, Crăciunul de multe culori al lui Dolly Parton: Circle of Love, jucând rolul lui Willadeene Parton, sora mai mare a lui Dolly Parton. În același an, a jucat în filmul Raising the Bar, în care joacă o fostă gimnastă care revine în sport după ce s-a mutat în Australia. În 2018, Berglund a jucat în Going for Gold, un film despre majorete, în Adelaide, Australi Berglund și co-vedeta ei Now Apocalypse, Avan Jogia, în 2019. În iunie 2018, Berglund a fost jucat în rolul principal al lui Carly în serialul de televiziune Starz 2019 Now Apocalypse În 2019, Berglund a fost distribuit în rolul recurent al Oliviei în cel de-al patrulea sezon al serialului de televiziune dramatic Animal Kingdom Berglund va apărea în filmul Hubie Halloween care urmează în direct.

## Viața personală
Viața personală Edit Berglund s-a născut și a crescut în Moorpark, California, unde continuă să locuiască alături de părinții ei, Mark și Michelle Berglund, și sora mai mică, Kirra. Este absolventă a programului de studiu independent Moorpark High School. În timpul liber, îi place înotul și fotografia

## Filmografie
| Year      | Title                         | Role           | Notes         |
| --------- | ----------------------------- | -------------- | ------------- |
| 2012–2016 | Copiii bionici                | Bree Davenport | Rol principal |
| 2016      | Copiii bionici forță de elita | Bree Davenport | Rol principal |
| 2019      | Acum apocalipsa               | Carly Carlson  | Rol principal |